# Герб Кельменців
Герб Кельменців — один з офіційних символів селища міського типу Кельменці, районного центру Чернівецької області. Затверджений 11 січня 2002 року рішенням XXVI сесії селищної ради XXIII скликання. Автор герба — Андрій Гречило.

## Опис
Герб являє собою синій щит іспанської форми. В центрі щита спинається золотий бик, з обох боків якого розташовано 4 срібні троянди з золотими осердями та листочками. Щит обрамлено декоративним картушем і увінчано срібною міською короною з трьома мерлонами.

## Зміст
Бик і квіти вказують на розвинуте тваринництво й рослинництво. Також ці елементи пов'язані з давнім знаком Бессарабії, до складу якої входило містечко.